# Тільєто
Тільєто (італ. Tiglieto, ліг. O Tilieto) — муніципалітет в Італії, у регіоні Лігурія,  метрополійне місто Генуя.
Тільєто розташоване на відстані близько 430 км на північний захід від Рима, 28 км на північний захід від Генуї.
Населення — 553 особи (2014).

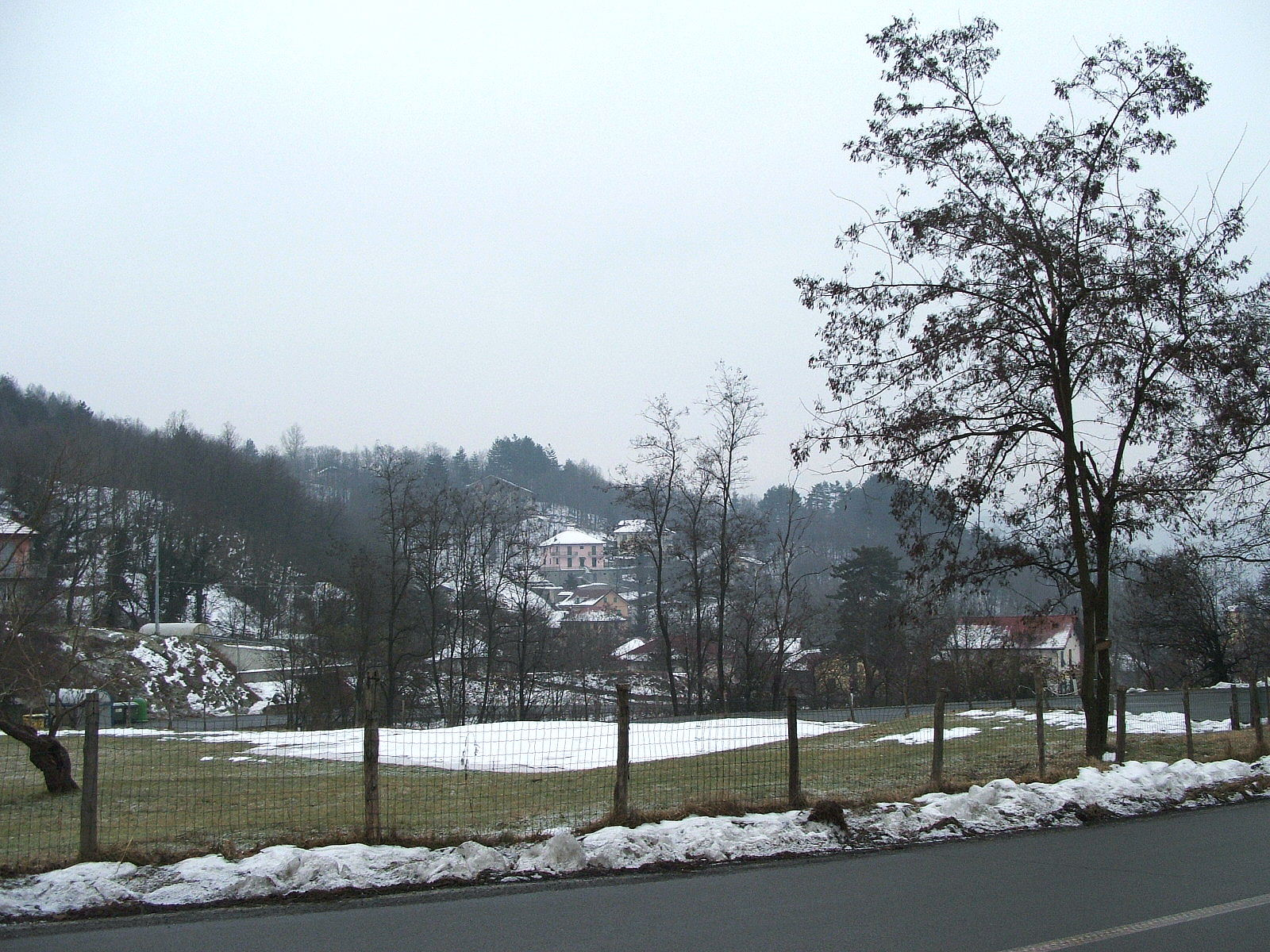

Щорічний фестиваль відбувається  15 серпня. Покровитель — Assunta.

## Демографія
Населення за роками:

Станом на 1 січня 2023 року в муніципалітеті офіційно проживало 18 іноземців з 8 країн, серед них 11 громадян країн Євросоюзу та 2 громадяни України.

## Сусідні муніципалітети
- Кампо-Лігуре
- Генуя
- Мазоне
- Моларе-(ал)
- Понцоне
- Россільйоне
- Сасселло
- Урбе